# Si-Mustapha
Si-Mustapha (em árabe: سي مصطفى) é uma cidade e comuna localizada na província de Boumerdès, Argélia. Segundo o censo de 2008, a população total da cidade era de 12 087 habitantes.